# Minstrel show
Minstrel show – widowisko rozrywkowe popularne w XIX wieku w Stanach Zjednoczonych. Elementami takiego przedstawienia były piosenki, taniec, skecze, zabawne scenki rodzajowe i parodie. W minstrel show występowali biali aktorzy parodiujący osoby czarnoskóre. Używano do tego techniki blackface. Obecnie widowiska tego typu są oceniane jako rasistowskie.
Przedstawienia typu minstrel były podobne do muzyki salonowej w stylu, formie oraz samej muzyce. Natomiast różniły się pod względem stylu wykonania, języka tekstów, rytmu oraz manierze przesady, która była zasadą organizującą występ.

## Historia

### Początki
W 1789 roku Lewis Hallam jako pierwszy zaczął używać rekwizytu „czarnej twarzy” w swoich przedstawieniach. Szybko zaczęło się to robić popularne i wkrótce zaczęli pojawiać się black-face performers, których nieodłącznym atrybutem była poczerniona twarz korkiem i nienaturalne wymalowane i powiększone przez to usta, nawiązujące do ust Afroamerykanów. 
Wkrótce pojawili się także blackface extravaganzas, którzy występowali w antraktach sztuk. W skład ich występów wchodziły tradycyjne pieśni osób czarnoskórych, gra na banjo oraz taniec. Wystąpienia takie zaczęły się stawać popularne, gdyż było to coś nowego, egzotycznego. Poza tym takie występy miały podłoże rasistowskie, gdyż black-face performersami byli tylko biali mężczyźni i swoimi scenkami wyśmiewali afroamerykańską kulturę. Zaczęły powstawać pierwsze szlagiery takie, jak „Gay Negro Boy” czy „Poor Blach Boy”.

### Rozwój
W 1822 roku Charles Matthews zaczął wprowadzać do blackface extravaganzas kazania revivalistów. W 1827 roku George W. Dixon, Bob Farell wydali piosenki „The Coal Black Rose”, „My long tail Blue”. Występy minstrelsy rozprzestrzeniały się na całą Amerykę i były popularne nie tylko na Południu. Największym zainteresowaniem cieszyły się wśród niższych klas społecznych. W 1828 roku Thomas „Daddy” Rice wydał piosenkę „Jump Jim Crow”. Natchniony został przed przedstawieniem w Louisville, Kentucky, kiedy to podpatrywał był na zapleczu czarnego, prawdopodobnie niepełnosprawnego stajennego i notował był jego piosenkę i sposób poruszania się. Tak, oprócz wysmarowanej korkiem twarzy, powstały dodatkowe atrybuty minstreli – kulawy chód oraz zniszczony, niebieski frak, prezentujący wyolbrzymiony obraz Amerykanina. Tytułowy Jim Crow stał się synonimem Murzyna. Minstrelsy stawały się coraz popularniejsze, także przez swoje rasistowskie podłoże. W 1831 roku doszło do powstania niewolników pod wodzą Nata Turnera, które pomimo początkowych sukcesów zostało krwawo stłumione. Piosenka o Jimie Crowie stawała się popularna także dzięki rozwojowi przemysłu rozrywkowego. Lata 30. XIX wieku to także czas, kiedy Amerykanie zaczynali definiować swoją odrębność, Murzyn stał się egzotyczny i swojski jednocześnie.
W 1842 roku Dan Emmett założył pierwszy zespół – Virgin Minstrels. Komponował wraz z zespołem takie przeboje jak „Old Dan Tucker” oraz „I Wish I Was in Dixie”. Ten drugi hit stał się symbolem Południa. Don Emmet także po raz pierwszy używał słowa minstrel. Virginia Minstrels mieli ściśle określony strój – obcisłe pantalony, czarne fraki, białe rękawiczki oraz wielkie meloniki. Mieli także ustalone postaci, takie jak Mr. Bones, Mr. Tambo, Mr. Interlocutor oraz Mr. Banjo. Każda z tych postaci miała lekkie upośledzenie umysłowe – obraz Murzyna jako analfabety i głupca. Postacie kreowane w Minstrel Shows prezentowały obraz ludności murzyńskiej w USA oczyma białej ludności.
Mniej więcej w 1850 roku powstał inny zespół „minstrelsowy” – Christy’s Minstrels. Jego członkowie prezentowali wyższy stopień muzykalności oraz aktorstwa, pojawiało się więcej ballad o życiu na plantacji oraz gładkich harmonii wokalnych. Ustalili oni trzyczęściową formę występu – show proper, Olio oraz parody playlet. Przy pomocy popularnego twórcy piosenek Stephena Fostera, nagrali takie przeboje, jak „Oh Susana” i „Swanee River”. Wkrótce potem z minstrelsów wykrystalizował się ragtime. Niektórzy muzykologowie, uważają, że minstrelsy można zaliczyć do korzeni jazzu.